# Kolosso (comune)
Kolosso è un comune rurale del Mali facente parte del circondario di Kolondiéba, nella regione di Sikasso.
Il comune è composto da 10 nuclei abitati:
- Benekobougou
- Diedieni
- Diodia
- Falani
- Fogoba
- Klona
- Kolosso
- Neguela
- Tjikouna
- Zana